# Мренога
Мренога (на македонска литературна норма: Мренога) е село в община Демир Хисар, Северна Македония.

## География
Разположено е на 19 km северозападно от град Демир Хисар в долината на Боищката река, в централната част на община Демир Хисар. От изток е рида Илиница, от запад остават възвишенията на Плакенската планина, на север от селото долината на Боищката река се отваря и прави път на реката да се влее в Църна. Землището на Мренога е 14,4 km2, от които обработваемите площи са 183 ha, пасищата заемат 45 ha, а горите 1184 ha.
В землището на селото, в местността Грънчари край манастира „Свети Атанасий“ в подножието на Плакенската планина има дъбова горичка от около 35 стари дъба – цер (Quercus ceris), горун (Quercus petraea) и благун (Quercus frainetto) на площ от 2,59 ha, обявени за природна забележителност.

## История
Църквата „Възнесение Господне“ в селото е късносредновековна – от XIV – XVI век, а до нея е изградена възрожденска църква със същото име „Възнесение Господне“. В XIX век Мренога е изцяло българско село в Битолска кааза, нахия Демир Хисар на Османската империя. Според статистиката на Васил Кънчов („Македония. Етнография и статистика“) от 1900 година Мрѣнога има 380 жители, всички българи християни.
По време на Илинденското въстание селото е нападнато от турски аскер и башибозук. На 20 август 1903 година са убити Павле Шоклев, Цветан Бошев, Илия Лозанов, Иван Солунчев, Георги Блажев, Силян Димитров, Тале Новев и Божна Новева.
На Етнографската карта на Битолския вилает на Картографския институт в София от 1901 година Мренога е чисто българско село в Битолската каза на Битолския санджак с 53 къщи.
Цялото население на селото е под върховенството на Българската екзархия. По данни на секретаря на екзархията Димитър Мишев („La Macédoine et sa Population Chrétienne“) в 1905 година в Мренога има 400 българи екзархисти.
При избухването на Балканската война в 1912 година 2 души от селото са доброволци в Македоно-одринското опълчение.
През 1961 година Мренога има 414 жители, които през 1994 намаляват на 185, а според преброяването от 2002 година селото има 107 жители.
| Националност | Всичко |
| македонци    | 107    |
| албанци      | 0      |
| турци        | 0      |
| роми         | 0      |
| власи        | 0      |
| сърби        | 0      |
| бошняци      | 0      |
| други        | 0      |

## Личности
Родени в Мренога
- Биляна Павлева Билянова, българска революционерка от ВМОРО[11]
- Василе Йонов Попов, български революционер от ВМОРО[12]
- Велян Марков Маслинков, български революционер от ВМОРО[13]
- Горян Петрески (р. 1951), писател от Северна Македония
- Душан Поповски (1930 – 1998), югославски политик
- Мице Радевски, български революционер, ръководител на ВМОРО в Мренога, убит след Хуриета[14]
- Павле Христов Талев, български революционер от ВМОРО[15]
- Тале Велянов Дуков, български революционер от ВМОРО[16]
- Цветан Димов, войвода на четата от Мренога по време на Илинденско-Преображенското въстание в 1903 година[17]